# Екатерина Габашвили
Екатерина Ревазовна Габашвили (на грузински: ეკატერინე რევაზის ასული გაბაშვილი), по баща Тархнишвили (на грузински: თარხნიშვილი), е грузинска писателка.

## Биография
Родена е на 16 юни 1851 г. в аристократично семейство в Гори, Грузия, тогава в Руската империя. Авторка е на сантиментални романи и истории за скърбите на селските учители и селския живот. След 1900 г. изоставя романите и започва да пише автобиография. Габашвили е известна също като грузинска феминистка и активистка за женски права. През 1958 г. филмът Magdanas lurja (Магарето на Магдана), базиран на неин роман и режисиран от Тенгиз Абуладзе и Реваз Чхеидзе, печели награди на Международните филмови фестивали в Кан (1956) и Единбург (1956).
Умира на 7 август 1938 г. в Шида-Картли, Грузинска ССР.

## Творчество
Екатерина Габашвили е видна представителка на грузинския критически реализъм. Тя е сред първите, въвели в грузинската литература малкия прозаичен жанр – неголям разказ, есе. Литературните възгледи на писателката се формират под влияние на руските революционни демократи, особено влияние на творчейството ѝ оказва Илия Чавчавадзе.
Дебютира като авторка на проза през 1870 г. във вестник „Дроеба“ („Време“). В своите произведения изобразява безправния живот на селячеството, социално-икономическите противоречия на грузинското село (разказите „Роман в Дидихеви“, 1881, „Кона“, 1881, „Орена и Куче“, 1883), създава образи на представители на селската интелигенция, отдаваща своите сили на трудовото селячество: повестите „Селски учител“ – „Соплис масцавлебели“, „Гамарджвебули Нико“ и др. В няколко романа е изобразена трагичната съдба на жените в условията на социално неравенство („Разни сватби“ – „Схва да схва гвари корцили“, 1881, „Обезкрилена“ – „Пртебдагледжили“, 1912), процеса на деградация на грузинската феодална аристокрация („Бенуар № 3“, 1898).
Писателката пише и разкази за деца: „Лурджа Магданы“, „Семейство Мшиерадзе“, „Тинас Лекури“, „Чвени каклис хе“ и др.
В края на живота си публикува интересни мемоари, публикува няколко сборника от избрани творби.